# Něrjungri
Něrjungri (rusky Нерюнгри, evensky Ньируунгра) je město v Republice Sacha v Ruské federaci. Město je významnou železniční stanicí a leží na 439. kilometru Amursko-jakutské magistrály. Má přes šedesát tisíc obyvatel. Město leží na pravém břehu řeky Čulman.

## Historie
První svědectví o oblasti podali ruští cestovatelé v 17. století. K systematickému průzkumu oblasti došlo koncem 19. století, kdy zde bylo nalezeno 80 rýžovišť, na kterých sezónně pracovalo až 3,5
tis. zlatokopů.
V r. 1950 byl zde nalezen výchoz uhelné sloje mocnosti 5 m a během následujícího roku ještě jedna sloj. Na základě těchto objevů byl postaven v r. 1952 stanový tábor pro geology. Plán města začal vznikat v r. 1961, ale teprve r. 1974 byl otevřen první povrchový důl. Poblíž něho, v místě dnešního nákladového nádraží, vznikla první obydlí a sídlo bylo pojmenováno Pioněrnyj.
V následujícím roce 1975 bylo založeno na druhém břehu řeky vlastní město. Jeho rozvoj je úzce spjat s výstavbou železniční trati, od r. 1974 budované jako odbočka Bajkalsko-amurské magistrály. Železnice byla zprovozněna v r. 1978 a končila v 10 km vzdáleném Berkakitu, odkud pokračovala vlečka k uhelným dolům. V r. 1984 byly trať zprovozněna i pro osobní dopravu a od r. 2004, kdy byla Amursko-jakutská magistrála zprovozněna dále do Tommotu, je Něrjungri stanicí nácestnou.

## Geografie
Město leží na severních svazích Stanového pohoří. Rozkládá se na obou březích řeky Čulman v povodí Leny, do níž zde ústí řeky a říčky Vyšnij Něrjungri, Berkakit, Nižnij Něrjungi a Amunakta. Přitom obytná část města je postavena na pravém břehu Čulmanu. Je zasazeno v tajze.
Klima je chladné, silně kontinentální - v lednu je průměrná teplota -30,4 °C, v červenci 16,1 °C, celoroční -6,9 °C. Průměrný roční úhrn srážek je 583 mm s maximem v létě; průměrná vlhkost vzduchu je 73 %.

## Obyvatelstvo
Vývoj počtu obyvatel udává následující graf.

## Hospodářství

### Průmysl
Místní průmysl je úzce spjat s těžbou uhlí, kterou provozuje AO Jakutugol; je zde tepelná elektrárna s kogenerací, úpravna na obohacování koksovatelného uhlí. Z potravinářského průmyslu tu je pekárna, mlékárna a drůbežárna. Ostatní průmysl je zastoupen bytovým stavebním závodem, továrnou na elektrotechniku a železničními opravnami.

### Doprava
Kromě osobního nádraží má město významné nákladové nádraží s depem na Amursko-jakutské magistrále a prochází jím federální silnice M56.
Je zde letiště, ze kterého se provozují pravidelné spoje s Jakutskem (denně) a dále Moskvou, Novosibirskem a Rostovem.

## Školství
Ve městě jsou kromě základních škol, gymnázium a pobočky vysokých škol.

## Sport
Ve městě je 143 sportovních zařízení - sportovní haly, plavecké bazény, krytá ledová plocha, tenisové kurty atd.